# 岐阜県道199号竹鼻停車場線
岐阜県道199号竹鼻停車場線（ぎふけんどう199ごう たけはなていしゃじょうせん）とは、岐阜県羽島市内を結ぶ一般県道である。

## 概要
竹鼻停車場とは、名古屋鉄道竹鼻線の竹鼻駅のことである。岐阜県道1号岐阜南濃線から竹鼻駅への接続道路である。1km弱の短い路線である。

### 路線データ
- 起点：岐阜県羽島市竹鼻町狐穴 竹鼻停車場
- 終点：岐阜県羽島市竹鼻町狐穴 下土手交差点（岐阜県道1号岐阜南濃線、岐阜県道18号大垣一宮線交点）
- 延長：951m

## 通過する自治体
- 岐阜県
  - 羽島市

## 主な接続道路
- 岐阜県道1号岐阜南濃線（岐阜県道18号大垣一宮線重複：羽島市 下土手交差点）

## 周辺
- 羽島市役所
- 羽島市立竹鼻中学校
- 竹鼻駅